# Hochkogel (Eisenerzer Alpen)
Hochkogel är ett berg i Österrike.   Det ligger i bergsområdet Eisenerzer Alpen i distriktet Leoben och förbundslandet Steiermark, i den östra delen av landet, 140 km sydväst om huvudstaden Wien. Toppen på Hochkogel är 2 105 meter över havet, eller 800 meter över den omgivande terrängen. Bredden vid basen är 6,4 km.
Terrängen runt Hochkogel är huvudsakligen bergig, men söderut är den kuperad. Närmaste större samhälle är Eisenerz, 5,0 km öster om Hochkogel. 
I omgivningarna runt Hochkogel växer i huvudsak blandskog. Runt Hochkogel är det ganska tätbefolkat, med 60 invånare per kvadratkilometer.